# Harry Kullman
Harry Bertil Fredrik Kullman, född 22 februari 1919 i Malmö, död 1 mars 1982 i Stockholm, var en svensk författare, främst av ungdomsböcker. 

## Biografi
Kullman växte upp i en arbetarfamilj. De flyttade från Malmö och bosatte sig på Södermalm i Stockholm då Kullman var i sjuårsåldern. Efter folkskolan, i Katarina södra skola, arbetade Kullman som springpojke och sedan på ett speditionsföretag. Senare tog han studenten vid Norra Latin, varefter han utbildade sig till civilekonom och kom att arbeta med reklam. 
Han publicerade ett tjugotal barn- och ungdomsböcker, som kan indelas i tre genrer: vilda västernskildringar, Stockholmsskildringar och historiska berättelser. Därutöver skrev Kullman två vuxenromaner med motiv från de tidiga uppväxtåren i Malmö samt två thrillers som utspelar sig i 1980-talets Stockholm. Den ena, Slagskämpen (1980), filmatiserades 1984.
Kullman tilldelades ett tiotal litteraturpriser, bland annat Nils Holgersson-plaketten 1955, Expressens Heffaklump 1968, Astrid Lindgren-priset 1969 och Litteraturfrämjandets stora barnpris 1978.

## Priser och utmärkelser
- 1955 – Nils Holgersson-plaketten
- 1956 – Boklotteriets stipendiat
- 1963 – Boklotteriets stipendiat
- 1964 – Boklotteriets stipendiat
- 1968 – Expressens Heffaklump[2]
- 1969 – Astrid Lindgren-priset
- 1978 – Litteraturfrämjandets stora barnpris

## En litterär skylt
Det finns ett 70-tal litterära skyltar på olika platser i Stockholm. En av dem har ett citat från "Gårdarnas krig" och är 1992 uppsatt på Södermannagatan 43.